# Christopher A. Sims
Christopher Albert "Chris" Sims (21 de octubre de 1942) es un econometrista y macroeconomista estadounidense.
Actualmente ejerce de Profesor de Economía y Finanzas en la Universidad de Princeton. El 10 de octubre de 2011 fue laureado con el Premio del Banco de Suecia en Ciencias Económicas en memoria de Alfred Nobel compartido con Thomas Sargent.

## Datos académicos
Sims obtuvo su Ph.D. en Economía en 1968 por la Universidad de Harvard. Desarrolló actividades docentes en Harvard, la Universidad de Minnesota, la Universidad de Yale y, desde 1999, en Princeton.

### Premios y honores
Sims es miembro de la Academia Nacional de Ciencias de Estados Unidos (desde 1989) y de la Academia Estadounidense de las Artes y las Ciencias (desde 1988). En 1995 fue el presidente de la Sociedad Econométrica. En 2011 es elegido Presidente de la American Economic Association para 2012.
El 10 de octubre de 2011 fue laureado con el Premio del Banco de Suecia en Ciencias Económicas en memoria de Alfred Nobel (compartido con Thomas Sargent de la Universidad de Nueva York).

## Investigación
Sims ha publicado numerosos artículos, importantes en sus áreas de investigación: econometría y teoría y política macroeconómica. Entre otras cosas, fue uno de los principales promotores del Vector Autoregresión en la macroeconomía empírica.
También contribuyó al desarrollo de la teoría fiscal del nivel de precios y la teoría de la desatención racional.

## Publicaciones
- (1980) Macroeconomics and Reality, Econometrica, enero, pp. 1-48.